# Championnats d'Asie de karaté 2013
Navigation
Édition précédente Édition suivante
Les championnats d'Asie de karaté 2013 ont lieu à Dubaï, aux Émirats arabes unis, du 2 au 8 décembre 2013. Il s'agit de la douzième édition des championnats d'Asie de karaté.

## Médaillés

### Hommes
| Épreuve           | Or | Argent | Bronze |
| ----------------- | --- | --- | --- |
| Kata              | Marwan Al-Maazmi (UAE)                                                                                                  | Wang Yi-ta (TPE) | Ryo Kiyuna (JPN) |
| Kata              | Marwan Al-Maazmi (UAE)                                                                                                  | Wang Yi-ta (TPE) | Lim Chee Wei (MAS) |
| Kata par équipe   | Japon Takumi Sugino Takato Soma Koji Arimoto                                                                            | Iran Armin Roshani Ahad Shahin Farzad Mohammadkhanloo                                                                           | Koweït Mohammad Al-Mosawi Salman Al-Mosawi Mohammad Al-Qattan                                                             |
| Kata par équipe   | Japon Takumi Sugino Takato Soma Koji Arimoto                                                                            | Iran Armin Roshani Ahad Shahin Farzad Mohammadkhanloo                                                                           | Malaisie Lim Chee Wei Leong Tze Wai Emmanuel Leong                                                                        |
| Kumite −55 kg     | Majid Hassannia (IRN)                                                                                                   | Abdullah Al-Harbi (KSA) | Cheung Kwan Lok (HKG) |
| Kumite −55 kg     | Majid Hassannia (IRN)                                                                                                   | Abdullah Al-Harbi (KSA) | Sun Jingchao (CHN) |
| Kumite −60 kg     | Hamoon Derafshipour (IRN)                                                                                               | Imad Al-Malki (KSA) | Shintaro Araga (JPN) |
| Kumite −60 kg     | Hamoon Derafshipour (IRN)                                                                                               | Imad Al-Malki (KSA) | Wang Zhiwei (CHN) |
| Kumite −67 kg     | Rinat Sagandykov (KAZ)                                                                                                  | Hiroto Shinohara (JPN) | Saeid Ahmadi (IRN) |
| Kumite −67 kg     | Rinat Sagandykov (KAZ)                                                                                                  | Hiroto Shinohara (JPN) | Saadi Abbas Jalbani (PAK)                                                                                                 |
| Kumite −75 kg     | Bahman Askari (IRN) | Saad Al-Rashidi (KUW) | Meirambek Toleyev (KAZ)                                                                                                   |
| Kumite −75 kg     | Bahman Askari (IRN) | Saad Al-Rashidi (KUW) | Yen Tzu-yao (TPE) |
| Kumite −84 kg     | Ryutaro Araga (JPN) | Zabihollah Poursheib (IRN) | Igor Chikhmarev (KAZ) |
| Kumite −84 kg     | Ryutaro Araga (JPN) | Zabihollah Poursheib (IRN) | Jaber Al-Zaabi (UAE) |
| Kumite +84 kg     | Sajjad Ganjzadeh (IRN)                                                                                                  | Hideyoshi Kagawa (JPN) | Sulaiman Al-Mulla (UAE)                                                                                                   |
| Kumite +84 kg     | Sajjad Ganjzadeh (IRN)                                                                                                  | Hideyoshi Kagawa (JPN) | Ahmad Al-Mesfer (KUW) |
| Kumite par équipe | Iran Mehdi Soltani Saeid Hassanipour Hamed Ziksari Saman Heidari Hossein Samandar Zabihollah Poursheib Sajjad Ganjzadeh | Kazakhstan Yermek Ainazarov Khalid Khalidov Igor Chikhmarev Meirambek Toleyev Darkhan Assadilov Andrey Aktauov Rinat Sagandykov | Jordanie Mohammad Al-Rifi Bashar Al-Najjar Mahmoud Sajan Mutasembellah Khair Hatem Al-Dweik                               |
| Kumite par équipe | Iran Mehdi Soltani Saeid Hassanipour Hamed Ziksari Saman Heidari Hossein Samandar Zabihollah Poursheib Sajjad Ganjzadeh | Kazakhstan Yermek Ainazarov Khalid Khalidov Igor Chikhmarev Meirambek Toleyev Darkhan Assadilov Andrey Aktauov Rinat Sagandykov | Koweït Hamad Al-Bather Fahad Al-Saree Abdullah Al-Nasser Mohammad Al-Mejadi Saad Al-Rashidi Ahmad Al-Mesfer Ali Al-Shatti |

### Femmes
| Épreuve           | Or                                                                 | Argent                                               | Bronze                                                        |
| ----------------- | ------------------------------------------------------------------ | ---------------------------------------------------- | ------------------------------------------------------------- |
| Kata              | Rimi Kajikawa (JPN)                                                | Đỗ Hà Mi (VIE)                                       | Mahsa Afsaneh (IRN)                                           |
| Kata              | Rimi Kajikawa (JPN)                                                | Đỗ Hà Mi (VIE)                                       | Chien Hui-hsuan (TPE)                                         |
| Kata par équipe   | Japon Yoko Kimura Miku Morioka Suzuka Kashioka                     | Iran Mahsa Afsaneh Elnaz Taghipour Najmeh Ghazizadeh | Inde Ryena Gupta Sweta Gupta Erina Pal                        |
| Kata par équipe   | Japon Yoko Kimura Miku Morioka Suzuka Kashioka                     | Iran Mahsa Afsaneh Elnaz Taghipour Najmeh Ghazizadeh | Viêt Nam Đỗ Hà Mi Nguyễn Hà Giang Lê Thị Yến                  |
| Kumite −50 kg     | Hong Li (CHN)                                                      | Chen Yen-hui (TPE)                                   | Sahar Karaji (IRN)                                            |
| Kumite −50 kg     | Hong Li (CHN)                                                      | Chen Yen-hui (TPE)                                   | Tsang Yee Ting (HKG)                                          |
| Kumite −55 kg     | Miki Kobayashi (JPN)                                               | Wen Tzu-yun (TPE)                                    | Fatemeh Chalaki (IRN)                                         |
| Kumite −55 kg     | Miki Kobayashi (JPN)                                               | Wen Tzu-yun (TPE)                                    | Ma Man Sum (HKG)                                              |
| Kumite −61 kg     | Barno Mirzaeva (UZB)                                               | Anastassiya Oleshko (KAZ)                            | Delaram Dousti (IRN)                                          |
| Kumite −61 kg     | Barno Mirzaeva (UZB)                                               | Anastassiya Oleshko (KAZ)                            | Chang Ting (TPE)                                              |
| Kumite −68 kg     | Tang Lingling (CHN)                                                | Pegah Zangeneh (IRN)                                 | Kayo Someya (JPN)                                             |
| Kumite −68 kg     | Tang Lingling (CHN)                                                | Pegah Zangeneh (IRN)                                 | Nour Abu-Salah (JOR)                                          |
| Kumite +68 kg     | Hamideh Abbasali (IRN)                                             | Ayumi Uekusa (JPN)                                   | Paula Carion (MAC)                                            |
| Kumite +68 kg     | Hamideh Abbasali (IRN)                                             | Ayumi Uekusa (JPN)                                   | Zeng Cuilan (CHN)                                             |
| Kumite par équipe | Iran Pegah Zangeneh Hamideh Abbasali Rozita Alipour Delaram Dousti | Chine Hong Li Gao Mengmeng Tang Lingling Zeng Cuilan | Hong Kong Tsang Yee Ting Ma Man Sum Chan Ka Man Lee Ting Ting |
| Kumite par équipe | Iran Pegah Zangeneh Hamideh Abbasali Rozita Alipour Delaram Dousti | Chine Hong Li Gao Mengmeng Tang Lingling Zeng Cuilan | Chinese Taipei Chen Yen-hui Wen Tzu-yun Chang Ting Chao Jou   |